# Síndrome del ligamento arcuato medio

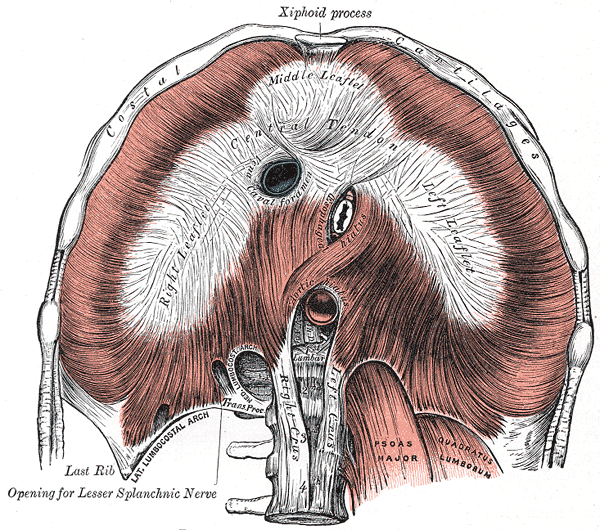
El síndrome del ligamento arcuato medio (SLAM), es causado por la compresión extrínseca del ligamento arcuato medio, bandas fibrosas prominentes y tejido ganglionar periaórtico.

En medicina, el síndrome del ligamento arcuato medio (SLAM, también llamado síndrome de compresión del tronco celiaco) es una condición caracterizada por dolor abdominal atribuido a la compresión del Tronco celíaco y posiblemente los Ganglios celíacos.
El dolor abdominal puede aparecer tras las comidas, y puede ir acompañado de pérdida de peso. 

## Diagnóstico
El amplio empleo de la ecografía hace a esta modalidad el método diagnóstico de elección. Debe incluir una valoración mediante ecografía doppler-color con medidas de las velocidades sanguíneas en el tronco celiaco al final de la inspiración y al final de la espiración.

## Tratamiento
El tratamiento del SLAM se basa en la restauración del flujo sanguíneo normal en el tronco celiaco y en la eliminación de la irritación neuronal producida por las fibras del ganglio celiaco.
- Datos: Q2456424
- Multimedia: Median arcuate ligament syndrome / Q2456424